# 布倫斯山
布倫斯山（英語：Mount Bruns）是南極洲的山峰，位於伊利沙伯女皇地，處於勞里山以北7公里，屬於彭薩科拉山脈中帕圖克森特山脈的一部分，海拔高度910米，現時由南極條約體系管理。